# Märchen Mädchen
Märchen Mädchen (яп. メルヘン・メドヘン Мэрухэн Мэ:дохэн) — японская серия лайт-новелл, написанная Томохиро Мацу и StoryWorks, с иллюстрациями Кантоку. Издательство Shueisha опубликовало два тома в феврале 2017 года в журнале Dash X Bunko. Было также объявлено об аниме-адаптации. Производством займётся студия Hoods Entertainment, режиссёрами выступят Сигэру Уэда и Хисаси Сайто, однако сценаристом выступит — Мацухиро Мацу.  В конце марта стало известно о том, что 10-й эпизод сериала «Märchen Mädchen» официально стал "последним". Об этом стало из заявления с веб-сайта экранизации, где пояснили, что судьба двух оставшихся эпизодов на данный момент не известна.

## Сюжет
История рассказывает об одинокой девочке по имени Хадзуки Кагимура, у которой отношения с семьёй складываются не самым лучшим образом. Каждый день Хадзуки уходит с головой в мир историй и книг.

## Персонажи
Хадзуки Кагимура (яп. 鍵村 葉月 Кагимура Хадзуки) — главная героиня и обычная одинокая девушка, которая не имеет друзей, но при этом обожающая читать разные книги. Позже была избрана историей о Золушке.
Сэйю: Томори Кусоноки
Сидзука Цутимикадо (яп. 土御門 静 Цутимикадо Сидзука) — девочка, избранная «Сказанием о принцессе Кагуе», одним из старейших преданий мира, причём эта история передаётся в семье Цутимикадо по наследству. Очень серьёзная и трудолюбивая.
Сэйю: Риэ Суэгара
Юмилия Казан (яп. ユーミリア・カザン Ю:мириа Кадзан)
Сэйю: Линн

## Медиа

### Ранобэ
«Märchen Mädchen» за авторством Томохиро Мацу и StoryWorks совместно с иллюстратором Кантоку. Shueisha опубликовала первый том  24 февраля 2017 года, в Dash X Bunko imprint; Второй том был опубликован 25 июля 2017.
| № | Дата публикации  | ISBN                   |
| - | ---------------- | ---------------------- |
| 1 | Февраль 24, 2017 | ISBN 978-4-08-631171-7 |
| 2 | Июль 25, 2017    | ISBN 978-4-08-631193-9 |

### Манга
Манга, написанная Такатоси Накамурой и проиллюстрированная Киёцугу Ямагатой. Манга начала издаваться в выпуске журнала Jump SQ от Shueisha c ноября 2017 по 4 октября 2017 года.

### Аниме
11 января 2017 года стартовала аниме-адаптация от студии Hoods Entertainment. Премьера сериала состоялась на телеканалах AT-X, Tokyo MX и BS11. Главным режиссёром стал Сигэру Уэда, его заместителем Хисаси Сайто. Сценарий написал Мацухиро Мацу (брат Томохиро Мацу), который также пишет сценарий Hatena Illusion. Композитором аниме выступил Рионос.
Для Российской Федерации, Украины, Беларуси, Казахстана, Азербайджана, Армении, стран Прибалтики, а также стран Восточной Европы аниме лицензировано сервисом Wakanim (Aniplex Inc.). Сериал предоставляется в двух версиях: с русскими субтитрами и озвучиванием.